# El oriente es rojo

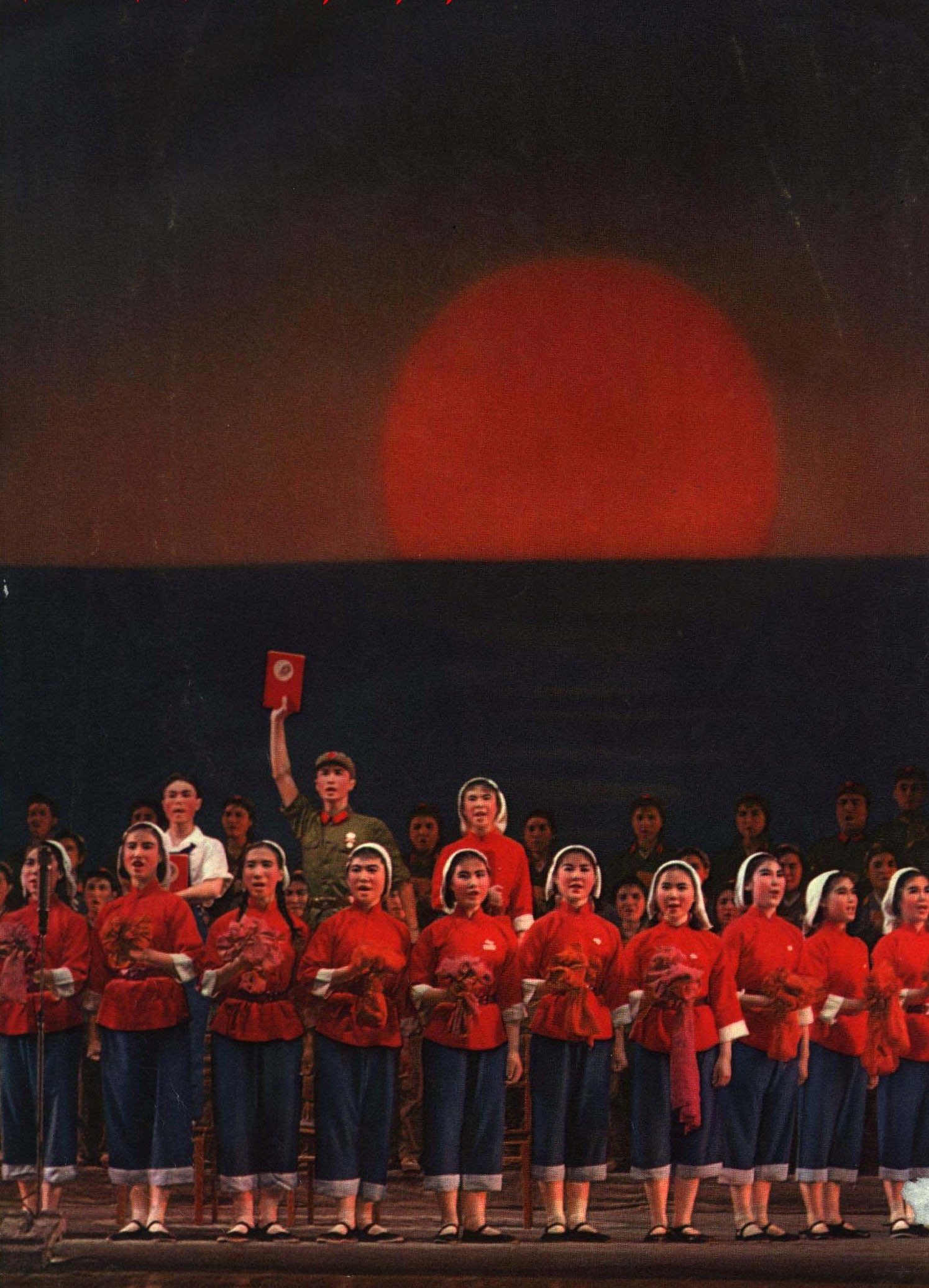
Arte de la época de 1960.

«El Oriente es Rojo» (chino simplificado: 东方红; chino tradicional: 東方紅; pinyin: Dōngfāng hóng) es una canción que fue el himno de la República Popular de China durante la Revolución Cultural en la década de 1960. La letra de la canción fue atribuida a Lo Youyuan, un agricultor del norte de Shaanxi, quien al parecer se inspiró al ver el sol levantarse en la mañana de un día soleado. La melodía se derivó de una canción popular local. 
La melodía se fusionó posteriormente en el famoso río Amarillo Concierto para piano en 1969 por Yin Chengzong, y el concierto se basó en el río Amarillo Cantada por Xian Xinghai.
Debido a su asociación con la Revolución Cultural, la canción se escuchó rara vez con el ascenso de Deng Xiaoping a finales de 1970.

## Letras

### Version comunista
| Chino simplificado | Chino tradicional | Pinyin | Español |
| --- | --- | --- | --- |
| 东方红，太阳升， 中国出了个毛泽东。 他为人民谋幸福， 呼尔嗨哟，他是人民大救星！ 毛主席，爱人民， 他是我们的带路人， 为了建设新中国， 呼尔嗨哟，领导我们向前进！ 共产党，像太阳， 照到哪里哪里亮。 哪里有了共产党， 呼尔嗨哟，哪里人民得解放！ | 東方紅，太陽升。 中國出了個毛澤東。 他為人民謀幸福， 呼爾嗨喲，他是人民大救星！ 毛主席，愛人民， 他是我們的帶路人， 為了建設新中國， 呼爾嗨喲，領導我們向前進！ 共產黨，像太陽， 照到哪裡哪裡亮， 哪裡有了共產黨， 呼爾嗨喲，哪裡人民得解放！ | Dōngfāng hóng, tàiyáng shēng, Zhōngguó chū liǎo ge Máo Zédōng, Tā wèi rénmín móu xìngfú, Hū'ěr-hai-yo, tā shì rénmín dà jiùxīng! (repite las dos últimas líneas) Máo zhǔxí, ài rénmín, Tā shì wǒmen de dàilùrén Wèi liǎo jiànshè xīn Zhōngguó, Hū’ěr-hāi-yo, lǐngdǎo wǒmen xiàng qiánjìn! (repite las dos últimas líneas) Gòngchǎndǎng, xiàng tàiyáng, Zhàodào nǎlǐ nǎlǐ liàng, Nǎlǐ yǒu liǎo Gòngchǎndǎng, Hū‘ěr-hāi-yo, nǎlǐ rénmín dé jiěfàng!(repite las dos últimas líneas) (repite el primer verso) | El Este es rojo, el sol está saliendo. De China llega Mao Zedong. Lucha por la felicidad del pueblo, ¡Vivo! ¡Él es el gran salvador del pueblo! (repite las dos últimas líneas) El presidente Mao ama al pueblo, el es nuestro guia Para construir una nueva China ¡Vivo! ¡Guíanos hacia adelante! (repite las dos últimas líneas) El Partido Comunista es como el sol, Dondequiera que brille, resplandece Dondequiera que esté el Partido Comunista ¡Vivo! ¡El pueblo está libre! (repite las dos últimas líneas) (repite el primer verso) |

### Version original
| Simplificado                                                                     | Tradicional                                                                        | Pinyin | Español |
| -------------------------------------------------------------------------------- | ---------------------------------------------------------------------------------- | --- | --- |
| 芝麻油，白菜心， 要吃豆角嘛抽筋筋。 三天不见想死个人， 呼儿嗨哟， 哎呀我的三哥哥 | 芝麻油，白菜心， 要吃豆角嘛抽筋筋。 三天不見想死個人， 呼兒嗨喲， 哎呀我的三哥哥。 | Zhīmayóu, báicài xīn, Yào chī dòujiǎo ma chōu jīnjīn. Sān tiān bùjiàn xiǎng sǐ gèrén, Hū er hāi yō, Āiyā wǒ de sān gēgē. | Aceite de sésamo, corazones de col, Si quieres comer judías verdes, quítale las puntas. Estoy realmente enamorado si no te veo en tres días, Hu-er-hai-yo, Dios mío, mi tercer hermano. |

## En la cultura popular
El título de la canción se convirtió en el nombre de un juego de guerra 1970 por simulaciones Publications, Inc.